# Justicia pseudospicata
Justicia pseudospicata är en akantusväxtart som beskrevs av Hsien Shui Lo och D. Fang. Justicia pseudospicata ingår i släktet Justicia och familjen akantusväxter. Inga underarter finns listade i Catalogue of Life.